# Натовп реве
«Натовп реве» (англ. The Crowd Roars) — спортивна драма режисера Говарда Гоукса, яка вийшла у 1932 році.

## Сюжет
Чемпіон автогонщик Джо Грір повертається додому, щоб взяти участь у показовій гонці за участю свого молодшого брата Едді, який прагне стати чемпіоном. Мізогіністична одержимість Джо захищати Едді від жінок змушує Джо втрутитися у стосунки Едді з Енн, що призводить до сварки між Джо та Едді, а також між Джо та його давньою подругою Лі.

## У ролях
- Джеймс Кегні — Джо Грір
- Джоан Блонделл — Енн Скотт
- Енн Дворак — Лі Меррік
- Ерік Лінден — Едвард 'Едді' Грір
- Гай Кіббі — Поп Грір